# Luciano Zornetta
Luciano Eduardo Zornetta(ur. 6 marca 1993 w Buenos Aires) – argentyński siatkarz, grający na pozycji przyjmującego. Od sezonu 2020/2021 występuje we włoskiej drużynie Pallavolo Pineto.

## Sukcesy reprezentacyjne
Puchar Panamerykański U-23:
- 2012

Mistrzostwa Ameryki Południowej Juniorów:
- 2012

Puchar Panamerykański:
- 2014

Igrzyska Panamerykańskie:
- 2015

## Nagrody indywidualne
- 2012: Najlepszy przyjmujący Mistrzostw Ameryki Południowej Juniorów